# Fin de siècle
Fin de siècle (in francese [fɛ̃ də sjɛkl] che significa "fine di un secolo") è stato un movimento culturale, diffuso in particolare nell'Europa centrale, che si può collocare, storicamente, fra il 1880 e l'inizio della prima guerra mondiale. Questo periodo è noto nei paesi di lingua tedesca con l'espressione Jahrhundertwende.
Esso corrisponde a un periodo avvertito dai suoi protagonisti come l'espressione del crollo di un sistema di valori e di un modello di vita, e, allo stesso tempo, come l'alba di una nuova epoca. L'origine del termine "fin de siècle" è francese, perché i francesi – basti pensare a Paul Verlaine e al suo sonetto Languore, o comunque, agli altri simbolisti – sono stati i primi artisti ad aver raggiunto una sensibilità tale da avvertire questi profondi mutamenti, caratteristica fondamentale di quell'Europa che stava pian piano procedendo verso una nuova realtà storica: il Novecento e le sue avanguardie. Il movimento culturale proprio della fin de siècle ebbe varie espressioni anche nell'estetismo, nel decadentismo ed in altre correnti culturali più limitate, e nell'insieme preparò la nascita del modernismo.